# Laura Jean McKay
Laura Jean McKay (Orbost, 11 aprile 1978) è una scrittrice australiana.

## Biografia
Nata a Orbost, Contea di East Gippsland, l'11 aprile 1978, insegna scrittura creativa presso la Massey University di Palmerston North.
Ha iniziato a lavorare per agenzie di aiuto umanitario in seguito al terremoto e maremoto dell'Oceano Indiano del 2004 soggiornando principalmente in Cambogia, esperienza che le ha fornito il materiale per l'esordio letterario, la raccolta di racconti Holiday in Cambodia del 2013.
Ha compiuto gli studi all'Università di Melbourne conseguendo un dottorato di ricerca sul comportamento degli animali, tema fondante del suo romanzo d'esordio, il fantascientifico L'anno dell'influenza animale pubblicato nel 2020 dopo una travagliata genesi (3 riscritture influenzate anche dall'esperienza dell'autrice con la malattia Chikungunya, contratta a Bali nel 2013).
Il libro ha ricevuto recensioni positive ed è stato insignito nel 2021 del Premio Arthur C. Clarke.

## Opere

### Romanzi
- L'anno dell'influenza animale (The Animals in That Country, 2020), Trento, Il Margine, 2023 traduzione di Annalisa Di Liddo ISBN 9791259820969.

### Raccolte di racconti
- Holiday in Cambodia (2013)
- Gunflower (2023)

## Premi e riconoscimenti

### Vincitrice
Aurealis Award
- 2020 nella categoria "Best Science Fiction Novel" con L'anno dell'influenza animale[9]

Premio Arthur C. Clarke
- 2021 con L'anno dell'influenza animale[10]

Victorian Prize for Literature
- 2021 con L'anno dell'influenza animale[11]

Victorian Premier's Prize for Fiction
- 2021 con L'anno dell'influenza animale[12]